# Terry, Mississippi
Terry là một thành phố thuộc quận Hinds, tiểu bang Mississippi, Hoa Kỳ. Năm 2010, dân số của thành phố này là 1 063 người.

## Dân số
- Dân số năm 2000: 664 người.
- Dân số năm 2010: 1 063 người.